# Apollo (Apolda)

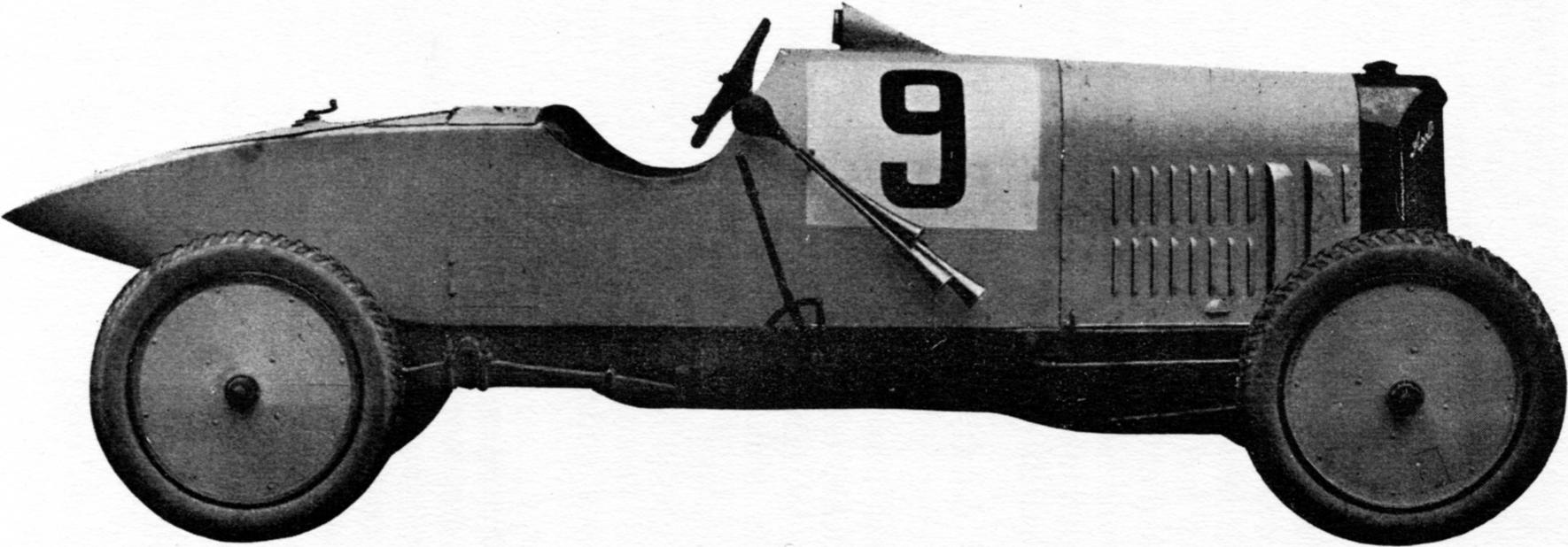
Renautomobiel "Apollo" 30PS (1921)

Apollo was een Duitse fabrikant van auto's en vrachtauto's uit Apolda, dat tussen 1904 en 1927 bestond.
De firma Ruppe und Sohn maakten auto's onder de merknamen "Piccolo" en "Apollo". De auto's waren relatief goedkoop en snel, iets wat de verkoop hielp. Vooral Hugo Ruppe was verantwoordelijk voor de ontwikkeling van de auto's, die verkocht werden onder de naam Piccolo. Toen hij uit het bedrijf stapte, ging het bedrijf verder als "Apollo-Werke AG".
Hierna werd het vooral coureur en ingenieur Carl Slevogt, die de auto's ontwikkelde. Bijna alles wat nodig was voor de auto's, zoals banden, lampen e.d. werd binnenshuis gemaakt (zoals Eysink in Nederland dat ook deed).
Doordat het bedrijf zijn eigen gieterij had, kon men snel nieuwe modellen ontwikkelen en het aanpassen aan de wensen van de klanten.
Tegenwoordig zijn er weinig auto's van Apollo overgebleven, er is in ieder geval één te zien in "Das Museum Apolda", een Piccolo Mobbel uit 1909.

## Trivia
Verschillende Apollo's, o.a. de 4/10 en de 10/30 PS reden ook in de GP van Solitude.